# Paczynka (osada)
Paczynka – osada w Polsce położona w województwie śląskim, w powiecie gliwickim, w gminie Toszek.
W latach 1975–1998 miejscowość administracyjnie należała do województwa katowickiego.